# Piotr Stańczak

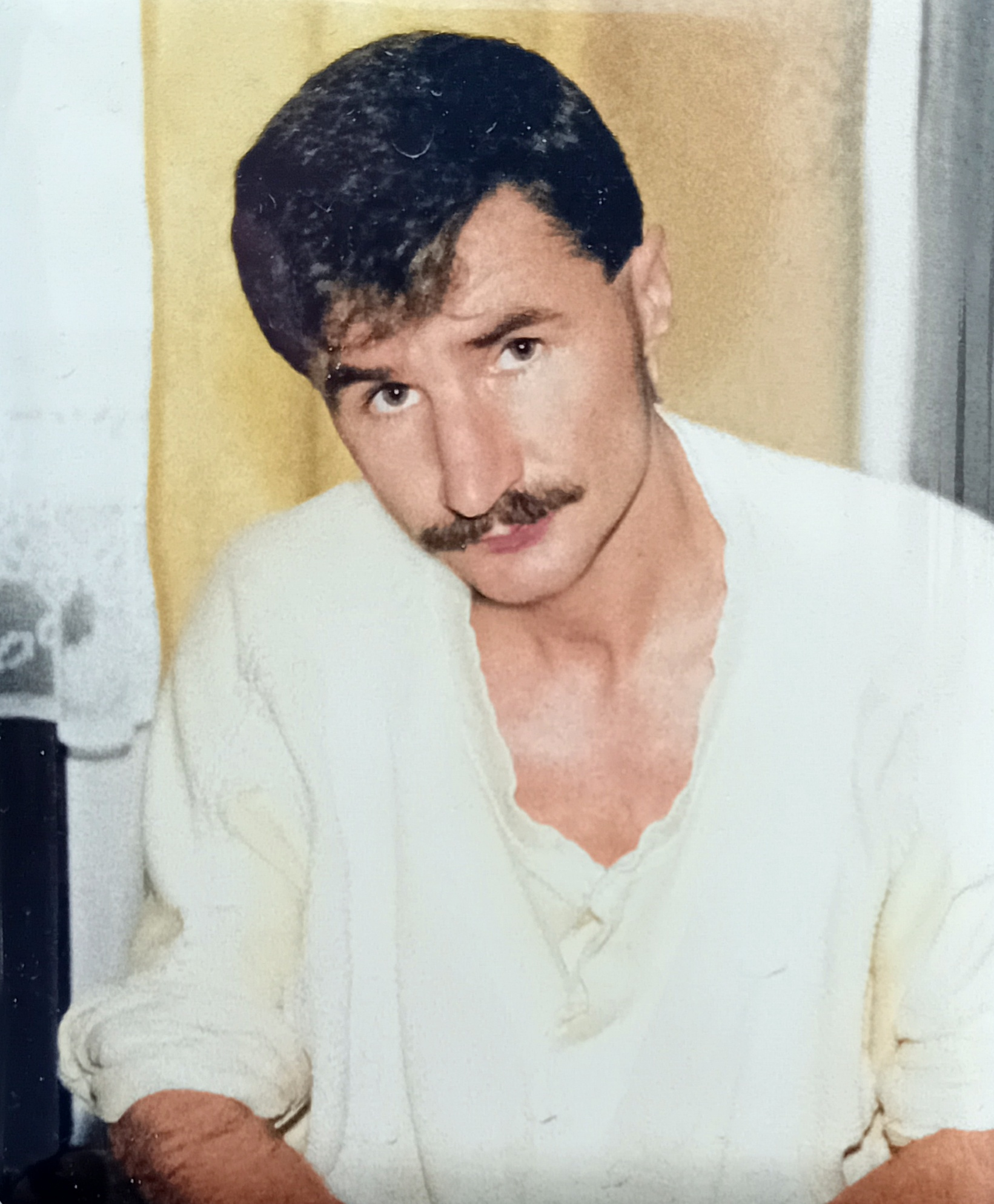
Piotr Stańczak

Piotr Stańczak (1966 - 7 februari 2009) was een Poolse geoloog die in september 2008 door strijders van de Taliban in de tribale gebieden in Noordwest-Pakistan, waar hij werkte voor een Poolse energiemaatschappij, werd ontvoerd en daarna in gijzeling werd gehouden, totdat hij uiteindelijk in februari 2009 werd onthoofd. Bij zijn ontvoering waren zijn chauffeur en zijn lijfwacht meteen gedood. 
Een video-opname van zijn onthoofding werd naar de media gestuurd. Hij zou zijn onthoofd omdat de regering van Pakistan niet was ingegaan op de eis van zijn ontvoerders gevangen Taliban-strijders vrij te laten.
De Poolse minister van Buitenlandse Zaken Radosław Sikorski bevestigde op 9 februari 2009 dat de geëxecuteerde man op de videobeelden inderdaad Stańczak betrof en bezwoer dat, nu hij niet meer kon worden gered, de jacht op zijn moordenaars was geopend. Het Poolse ministerie van Justitie had daartoe een opsporingsbevel uitgevaardigd tegen de verdachten.
Stańczak was de eerste Pool die het leven liet in de confrontatie met de Taliban, sinds de Poolse regering de zijde koos van de Verenigde Staten in de oorlogen in Irak en Afghanistan.
De vermoedelijke dader van de moord op de Amerikaanse journalist Daniel Pearl, die eveneens was onthoofd na in 2002 in Pakistan te zijn ontvoerd, was een van de gevangenen van wie de vrijlating was geëist.
- Virtual International Authority File: 497144783098276607467